# ATV (rete televisiva austriaca)
ATV è la prima televisione privata austriaca, nata nel 1997. Ha iniziato a trasmettere a livello nazionale nel 2003.
Il proprietario è dal 2017 ProSiebenSat1 che l'ha rilevata da Tele München Gruppe.

## Trasmissioni popolari
- ATV Aktuell mit Sport
- ATV Wetter
- Hi Society
- Bauer sucht Frau
- Die Lugners
- Dokupedia
- Österreich isst besser!
- Sing and Win!
- JetSet
- ATV Die Reportage
- Tausche Leben

## Moderatori
- Elisabeth Auer
- Rainhard Fendrich
- Dominic Heinzl
- Meinrad Knapp
- Katrin Lampe
- Rudi Moser
- Mark Michael Nanseck
- Volker Piesczek
- Martin Reichenauer
- Sylvia Saringer
- Alex Scheurer
- Sasha Walleczek
- Cathy Zimmermann